# Liste der Schwimmweltrekorde über 50 Meter Rücken
Die Schwimmweltrekorde über 50 Meter Rücken sind die besten in der Schwimmdisziplin 50 m Rücken geschwommenen Zeiten. Sie werden vom internationalen Schwimmverband FINA anerkannt. Weltrekorde werden getrennt für Langbahnen (50 m) und Kurzbahnen (25 m) und getrennt für Männer und Frauen geführt. Im Folgenden wird die Weltrekord-Entwicklung seit dem jeweils ersten anerkannten Weltrekord aufgelistet.

## Langbahnweltrekorde Männer
| Nr. | Sportler           | Nation          | Zeit     | Datum            | Ort        |
| --- | ------------------ | --------------- | -------- | ---------------- | ---------- |
| 1   | Lenny Krayzelburg  | USA             | 00:24,99 | 29. August 1999  | Sydney     |
| 2   | Thomas Rupprath    | Deutschland     | 00:24,80 | 27. Juli 2003    | Barcelona  |
| 3   | Liam Tancock       | Verein. Königr. | 00:24,47 | 2. April 2008    | Sheffield  |
| 4   | Randall Bal        | USA             | 00:24,33 | 5. Dezember 2008 | Eindhoven  |
| 5   | Liam Tancock       | Verein. Königr. | 00:24,08 | 1. August 2009   | Rom        |
| 6   | Liam Tancock       | Verein. Königr. | 00:24,04 | 2. August 2009   | Rom        |
| 7   | Kliment Kolesnikow | Russland        | 00:24,00 | 4. August 2018   | Glasgow    |
| 8   | Kliment Kolesnikow | Russland        | 00:23,93 | 17. Mai 2021     | Budapest   |
| 9   | Kliment Kolesnikow | Russland        | 00:23,80 | 18. Mai 2021     | Budapest   |
| 10  | Hunter Armstrong   | USA             | 00:23,71 | 28. April 2022   | Greensboro |
| 11  | Kliment Kolesnikow | Russland        | 00:23,55 | 27. Juli 2023    | Kasan      |

(Diese Liste ist noch unvollständig)

## Langbahnweltrekorde Frauen
| Nr. | Sportler                  | Nation                         | Zeit     | Datum                       | Ort             |
| --- | ------------------------- | ------------------------------ | -------- | --------------------------- | --------------- |
| 1   | Sandra Völker             | Deutschland                    | 00:29,00 | 24. Mai 1997                | Monte Carlo     |
| 2   | Sandra Völker             | Deutschland                    | 00:28,78 | 12. Juni 1999               | Monte Carlo     |
| 3   | Sandra Völker             | Deutschland                    | 00:28,71 | 1. August 1999              | Istanbul        |
| 4   | Nina Schiwanewskaja       | Spanien                        | 00:28,69 | 8. April 2000               | Madrid          |
| 5   | Mai Nakamura              | Japan                          | 00:28,67 | 25. April 2000              | Tokio           |
| 6   | Sandra Völker             | Deutschland                    | 00:28,25 | 17. Juni 2000               | Berlin          |
| 7   | Janine Pietsch            | Deutschland                    | 00:28,19 | 25. Mai 2005                | Berlin          |
| 8   | Leila Vaziri              | USA                            | 00:28,16 | 28. März 2007 29. März 2007 | Melbourne       |
| 9   | Li Yang                   | Volksrepublik China            | 00:28,09 | 19. Oktober 2007            | Hyderabad       |
| 10  | Hayley McGregory          | USA                            | 00:28,00 | 7. März 2008                | Austin          |
| 11  | Emily Seebohm             | Australien                     | 00:27,95 | 22. März 2008               | Sydney          |
| 12  | Sophie Edington Zhao Jing | Australien Volksrepublik China | 00:27,67 | 23. März 2008 9. April 2009 | Sydney Shaoxing |
| 13  | Daniela Samulski          | Deutschland                    | 00:27,61 | 26. Juni 2009               | Berlin          |
| 14  | Daniela Samulski          | Deutschland                    | 00:27,39 | 29. Juli 2009               | Rom             |
| 15  | Anastassija Sujewa        | Russland                       | 00:27,38 | 29. Juli 2009               | Rom             |
| 16  | Zhao Jing                 | Volksrepublik China            | 00:27,06 | 30. Juli 2009               | Rom             |
| 17  | Liu Xiang                 | Volksrepublik China            | 00:26,98 | 21. August 2018             | Jakarta         |
| 18  | Kaylee McKeown            | Australien                     | 00:26,86 | 20. Oktober 2023            | Budapest        |

(Diese Liste ist noch unvollständig)

## Kurzbahnweltrekorde Männer
| Nr. | Sportler                      | Nation                 | Zeit     | Datum                               | Ort                |
| --- | ----------------------------- | ---------------------- | -------- | ----------------------------------- | ------------------ |
| 1   | Jeff Rouse                    | USA                    | 00:24,37 | 12. Februar 1995                    | Sheffield          |
| 2   | Chris Renaud                  | Kanada                 | 00:24,25 | 28. Februar 1997                    | St. Catharines     |
| 3   | Thomas Rupprath Matthew Welsh | Deutschland Australien | 00:24,13 | 11. Dezember 1998 2. September 1999 | Sheffield Canberra |
| 4   | Neil Walker                   | USA                    | 00:24,12 | 18. November 1999                   | Washington, D.C.   |
| 5   | Matt Welsh                    | Australien             | 00:24,11 | 14. Januar 2000                     | Hobart             |
| 6   | Neil Walker                   | USA                    | 00:24,04 | 16. März 2000                       | Athen              |
| 7   | Neil Walker                   | USA                    | 00:23,42 | 16. März 2000                       | Athen              |
| 8   | Matt Welsh                    | Australien             | 00:23,31 | 2. September 2002                   | Melbourne          |
| 9   | Thomas Rupprath               | Deutschland            | 00:23,27 | 10. Dezember 2004                   | Wien               |
| 10  | Robert Hurley                 | Australien             | 00:23,24 | 26. Oktober 2008                    | Sydney             |
| 11  | Peter Marshall                | USA                    | 00:23,05 | 12. November 2008                   | Stockholm          |
| 12  | Randall Bal                   | USA                    | 00:22,87 | 16. November 2008                   | Berlin             |
| 13  | Peter Marshall                | USA                    | 00:22,75 | 7. Oktober 2009                     | Durban             |
| 14  | Peter Marshall                | USA                    | 00:22,73 | 11. November 2009                   | Stockholm          |
| 15  | Peter Marshall                | USA                    | 00:22,61 | 22. November 2009                   | Singapur           |
| 16  | Florent Manaudou              | Frankreich             | 00:22,22 | 6. Dezember 2014                    | Doha               |
| 17  | Kliment Kolesnikov            | Russland               | 00:22,11 | 23. November 2022                   | Kasan              |

(Diese Liste ist noch unvollständig)

## Kurzbahnweltrekorde Frauen
| Nr. | Sportler          | Nation              | Zeit     | Datum             | Ort          |
| --- | ----------------- | ------------------- | -------- | ----------------- | ------------ |
| 1   | Sandra Völker     | Deutschland         | 00:27,27 | 13. Dezember 1998 | Sheffield    |
| 2   | Haley Cope        | USA                 | 00:27,25 | 18. März 2000     | Indianapolis |
| 3   | Hui Li            | Volksrepublik China | 00:26,83 | 2. Dezember 2001  | Shanghai     |
| 4   | Sanja Jovanović   | Kroatien            | 00:26,50 | 15. Dezember 2007 | Debrecen     |
| 5   | Sanja Jovanović   | Kroatien            | 00:26,37 | 13. April 2008    | Manchester   |
| 6   | Sanja Jovanović   | Kroatien            | 00:26,23 | 13. Dezember 2008 | Rijeka       |
| 7   | Marieke Guehrer   | Australien          | 00:26,17 | 6. November 2009  | Moskau       |
| 8   | Zhao Jing         | Volksrepublik China | 00:26,08 | 10. November 2009 | Stockholm    |
| 9   | Zhao Jing         | Volksrepublik China | 00:25,82 | 10. November 2009 | Stockholm    |
| 10  | Sanja Jovanović   | Kroatien            | 00:25,70 | 12. Dezember 2009 | Istanbul     |
| 11  | Etiene Medeiros   | Brasilien           | 00:25,67 | 7. Dezember 2014  | Doha         |
| 12  | Kira Toussaint    | Niederlande         | 00:25,60 | 14. November 2020 | Budapest     |
| 13  | Margaret Mac Neil | Kanada              | 00:25,27 | 21. Dezember 2021 | Abu Dhabi    |
| 14  | Margaret Mac Neil | Kanada              | 00:25,25 | 16. Dezember 2022 | Melbourne    |
| 15  | Regan Smith       | USA                 | 00:25,23 | 13. Dezember 2024 | Budapest     |

(Diese Liste ist noch unvollständig)